# Masamichi Yabuki
Masamichi Yabuki (矢吹 正道, Yabuki Masamichi) est un boxeur japonais né le 9 juillet 1992 à Suzuka.

## Carrière
Passé professionnel en 2016, il devient champion du Japon des poids mi-mouches en 2020 puis remporte le titre mondial WBC de la catégorie le 22 septembre 2021 après sa victoire par arrêt de l'arbitre au 10e round contre son compatriote Kenshiro Teraji. Yabuki perd le combat revanche par KO au 3e round le 19 mars 2022. Il relance sa carrière en s'emparant du titre IBF de la catégorie le 12 octobre 2024 aux dépens de Sivenathi Nontshinga puis de celle des poids mouches le 29 mars 2025 contre Ángel Ayala par arrêt de l’arbitre au 12e round. Yabuki décide de laisser son titre IBF des mi-mouches vacant le 10 avril 2025 pour continuer sa carrière dans la catégorie de poids supérieure.